# Деїфіла
Деїфіла (грец. Deiphile), іноді Деїпіла (грец. Δείπυλη) — дочка Адраста та Амфітеї, дружина Тідея, мати Діомеда. Її сестра Аргія одружилася з Полініком.